# CS Hospiz Rennweg
Das CS Hospiz Rennweg ist eine Einrichtung der Palliativversorgung  im dritten Wiener Gemeindebezirk Landstraße. Es betreut im Sinne der Hospizidee schwerstkranke und sterbende Menschen und ihre Angehörigen. Träger der Einrichtung ist die Caritas Socialis.

## Geschichte
Der Beginn der Hospizbewegung in Österreich ist verbunden mit der Schwesterngemeinschaft Caritas Socialis. Wegbereitend in den späten 1970er Jahren waren die ersten Kurse für Sterbebegleitung für Familien- und Altenhelferinnen von Sr. Mag. Hildegard Teuschl CS. In den 1980er Jahren verfolgte eine interdisziplinäre ehrenamtliche Gruppe den Plan der Errichtung eines ambulanten und eines stationären Hospizes. Weder finanzielle Ressourcen noch das Bewusstsein für stationäre Hospizeinrichtungen waren vorhanden. In einem Stufenplan wurde festgelegt, zuerst ein Mobiles Hospiz zu errichten, parallel dazu die Öffentlichkeit zu sensibilisieren und schließlich der Plan, ein stationäres Hospiz zu eröffnen.
- 1987 wurde ein Jahr nach der Gründung in Deutschland die Österreichsektion der Internationalen Gesellschaft für Sterbebegleitung und Lebensbeistand (IGSL) gegründet. In der konstituierenden Sitzung wurden Arbeitsgruppen festgelegt. Eine Arbeitsgruppe bestand aus der bereits gegründeten Gruppe mit dem Arbeitstitel CS Hospiz Rennweg. Die heutigen Hospizinitiativen in Österreich gehen großteils auf die Arbeit dieser Gruppe zurück.

- 1989 wurde von der Organisation ein Arbeitspapier erstellt, das den Bedarf der Hospizbetreuung erhebt und ein Konzept erstellt, wie Hospizbetreuung in Wien vorstellbar ist. Mit diesem Konzept wurde 1989 von um den Fürst-Liechtenstein-Preis eingereicht. Sr. Mag. Hildegard Teuschl CS, Sr. Blandina Wenighofer CS und Eduard Spörk (damaliger Geschäftsführer CS) nahmen den Preis in Liechtenstein entgegen.

- 1989 wurde das erste mobile Hospiz Wien gegründet: die Räumlichkeiten stellt die Caritas Socialis zur Verfügung. Die ersten Mitarbeiter wurden mit dem Preisgeld des Fürst-Liechtenstein-Preises bezahlt. Das mobile Hospiz wird von der Caritas der Erzdiözese nach einer gemeinsamen Führung weitergeführt, währenddessen sich die Caritas Socialis um die Errichtung des ersten stationären Hospizes in Wien bemüht. Parallel zur Gründung des ersten Mobilen Hospiz Wien wurde auch mit der Öffentlichkeitsarbeit begonnen. Maßgeblich für die Bewusstseinsbildung der Hospizidee sind seit den frühen 90er Jahren die Kampagnen des CS Hospiz Rennweg. Mit nationalen und internationalen Preisen wurden die Kampagnen\ seit dem Jahr 2000 ausgezeichnet.

- 1995 wurde das stationäre Hospiz der Caritas Socialis im CS Pflege- und Sozialzentrum Rennweg im 3. Wiener Gemeindebezirk eröffnet.

- Am 21. Juni 1998 besuchte Papst Johannes Paul II. das Hospiz Rennweg der CS (3. Wiener Gemeindebezirk) und hielt eine Ansprache an alle, die in der Welt der Krankheit und des Leidens leben und arbeiten.[1]

- Seit 2002 wird die Organisation in Kooperation mit dem Krankenhaus der Barmherzigen Schwestern Wien geführt. Dies bringt eine finanzielle Entlastung der Patienten. Das stationäre Hospiz wird in eine Palliativstation umgewandelt.

- 2008/2009 wurde die Beratungsstelle gegründet. Auch das Hospizteam der Ehrenamtlichen wurde in diesem Jahr gegründet.

- 2009 Gründung der Einrichtung "Der Rote Anker – Kinder und Jugendliche begegnen dem Tod"

Seit 2009 führt die Organisation fünf Einrichtungen unter einem Dach: Beratungsstelle, Palliativstation, Mobiles Palliativteam, Hospizteam der Ehrenamtlichen und Der Rote Anker.

## Einrichtungen
- Beratungsstelle

Die Beratungsstelle ist die Anlaufstelle für alle Fragen zu Betreuung und Begleitung schwer erkrankter Menschen und deren Angehörigen, die eine Begleitung durch eine der fünf Einrichtungen des CS Hospiz Rennweg benötigen.
- Palliativstation

Die Palliativstation des CS Hospiz Rennweg betreut schwerstkranke Menschen mit begrenzter Lebenserwartung, die nach menschlichem Ermessen nicht mehr geheilt werden können. Die Station umfasst 12 Betten. Schmerztherapie, Pflege, psychosoziale und spirituelle Begleitung wird durch ein Fachexpertenteam (Palliative Care) garantiert, entsprechend dem Hospizgedanken "Lebensqualität bis zuletzt". Ein Wechsel von mobiler zu stationärer Betreuung und Begleitung ist durch die integrierten Angebote gewährleistet.
- Mobiles Palliativteam Rennweg

Das Mobile Palliativteam betreut unheilbar kranke Menschen bis zuletzt zu Hause. Optimale Schmerztherapie und professionelle Pflege sowie psychosoziale und spirituelle Begleitung und Unterstützung in der Organisation des Alltages wird vom Mobilen Palliativteam angeboten. Ein Wechsel von der mobilen Betreuung zur stationären Palliativstation ist durch die enge Vernetzung möglich.
- Hospizteam der Ehrenamtlichen

Ehrenamtliche Unterstützer begleiten schwerkranke Menschen im CS Hospiz Rennweg, in Krankenhäusern, in Pflegeheimen oder zu Hause. Sie absolvieren einen Einführungskurs für Lebens-, Sterbe- und Trauerbegleitung. Vom Erfüllen letzter Wünsche bis zum „einfach Dasein“ leistet das Team wertvolle Dienste.
- Der Rote Anker

Diese Einrichtung bietet Kindern und Jugendlichen, die dem Tod eines geliebten Menschen konfrontiert werden, professionelle psychotherapeutische Beratung und Begleitung. Zusätzlich wird ein Schulunterrichtsprojekt angeboten, das sich mit dem Thema "Sterben, Tod und Trauer" beschäftigt.

## Finanzierung
Die Angebote sind für jeden leistbar. Von den Hospizgästen selbst ist nur der krankenhausübliche Tagessatz zu entrichten. Dank der Kooperation mit dem Krankenhaus der Barmherzigen Schwestern Wien und der Unterstützung der Stadt Wien und des Fonds Soziales Wien wird ein Teil der Kosten getragen. Ein Tag für einen Menschen auf der Palliativstation Rennweg kostet rund 360 Euro, wovon 60 % durch obige Kostenträger gedeckt sind. Ein Tag für einen Menschen im CS Hospiz Rennweg kann mit einer „Spende“ von rund 150 Euro ermöglicht werden. Nur durch Spenden und Sponsoring ist die Finanzierung der Gesamtbetreuung möglich.